# 4. март
4. март (04.03) је 63. дан у години по грегоријанском календару (64. у преступној години). До краја године има још 302 дана.

## Догађаји
- 1152 — Фридрих I Барбароса изабран за за немачког краља наследивши стрица Конрада III.
- 1386 — Велики кнез Литваније Јогајла је крунисан за пољског краља Владислав II Јагело, чиме је успоставио династију Јагелон.
- 1461 — Вођа јоркиста Едвард, војвода од Јорка је постао краљ Енглеске, збацивши са престола свог ланкастерског рођака Хенрија VI.
- 1681 — Енглески краљ Чарлс II је дао квекеру Вилијаму Пену повељу за оснивање колоније Пенсилванија.
- 1769 — Француски астроном Шарл Месје је први приметио маглину Орион.
- 1776 — Користећи артиљерију заробљену у Тајкондероги, Континентална војска је заузела Дорчестер Хајтс.
- 1789 — Дводомни Конгрес САД је званично заменио једнодомни Конгрес Конфедерације као законодавно тело федералне владе.
- 1797 — Џон Адамс инаугурисан за 2. председника САД.
- 1801 — Томас Џеферсон постао први председник САД инаугурисан у новом главном граду, Вашингтону.
- 1809 — Џејмс Медисон инаугурисан за 4. председника САД.
- 1817 — Џејмс Монро инаугурисан за 5. председника САД.
- 1825 — Џон Квинси Адамс инаугурисан за 6. председника САД.
- 1829 — Ендру Џексон инаугурисан за 7. председника САД.
- 1837 — 
  - Чикаго је добио повељу од статусу града од државе Илиноис.
  - Мартин ван Бјурен инаугурисан за 8. председника САД.
- 1841 — Вилијам Хенри Харисон инаугурисан за 9. председника САД.
- 1845 — Џејмс Нокс Полк инаугурисан за 11. председника САД.
- 1849 — 
  - Проглашен први Устав Аустријског царства, чијим је 72. чланом прописано да ће будуће Војводство Србија бити уређено као посебна административна област, што је било од посебног значаја за регулисање правног статуса Српске Војводине.
  - Закари Тејлор инаугурисан за 12. председника САД.
- 1853 — Френклин Пирс инаугурисан за 14. председника САД.
- 1857 — 
  - Миром у Паризу је завршен британско-персијски рат, а шах Персије признао независност Авганистана.
  - Џејмс Бјукенан инаугурисан за 15. председника САД.
- 1861 — Абрахам Линколн инаугурисан за 16. председника САД.
- 1869 — Јулисиз С. Грант инаугурисан за 18. председника САД.
- 1877 — 
  - У Бољшој театру у Москви први пут изведен балет „Лабудово језеро“ Петра Чајковског у својој изворној верзији.
  - Радерфорд Б. Хејз инаугурисан за 19. председника САД.
- 1881 — Џејмс А. Гарфилд инаугурисан за 20. председника САД.
- 1885 — Гровер Кливленд инаугурисан за 22. председника САД.
- 1889 — Бенџамин Харисон инаугурисан за 23. председника САД.
- 1893 — Гровер Кливленд инаугурисан за 24. председника САД.
- 1897 — Вилијам Макинли инаугурисан за 25. председника САД.
- 1909 — Вилијам Хауард Тафт инаугурисан за 27. председника САД.
- 1913 — Вудро Вилсон инаугурисан за 28. председника САД.
- 1917 — Теретњак Америчке морнарице УСС Киклоп је нестао на путу од Барбадоса према Балтимору, што је њен највећи губитак ван борбе.
- 1918 — Први познати случај шпанске грознице је први пут забележен у Форт Рајлију у Канзасу.
- 1921 — Ворен Хардинг инаугурисан за 29. председника САД.
- 1929 — Херберт Хувер инаугурисан за 31. председника САД.
- 1933 — Френклин Рузвелт положио заклетву као 32. председник САД и објавио нови економски програм за савладавање последица велике економске кризе.
- 1941 — Британски командоси су успешно извели операцију Клејмор на фабрике рибљег уља и глицерина на Лофотским острвима у окупираној Норвешкој.
- 1945 — Совјетска Црвена армија у Другом светском рату избила на Балтичко море.
- 1945 — У Београду је основано спортско друштво Црвена звезда.
- 1964 — Савет безбедности Уједињених нација усвојио резолуцију о распоређивању мировних снага на Кипру.
- 1965 — Сирија национализовала девет нафтних компанија, међу њима две компаније нафтних концерна из САД.
- 1966 — Џон Ленон је у једном интервјуу изјавио да су Битлси постали „популарнији од Исуса”, што је изазвало гнев хришћанских верника у САД.
- 1970 — У хаварији француске подморнице Еуридика у Средоземном мору у близини Тулона живот изгубило свих 57 чланова посаде.
- 1974 — Конзервативци у Уједињеном Краљевству изгубили изборе, премијер Едвард Хит поднео је оставку. Нову владу формирао лидер лабуриста Харолд Вилсон.
- 1977 — У снажном земљотресу у Румунији, у којем је највише страдао главни град Букурешт, погинуло више од 1.500 људи, а 35.000 остало без домова.
- 1996 — Испред највећег тржног центра у Тел Авиву бомбаш-самоубица експлозијом убио најмање 14 особа и ранио њих више од 130. То је био четврти напад у Израелу за девет дана.
- 1998 — Косовски Албанци почели масовне демонстрације широм Косова, после сукоба српских снага безбедности и наоружаних Албанаца на подручју Дренице.
- 2000 — САД понудиле пет милиона долара за информације које могу помоћи у хапшењу председника Југославије Слободана Милошевића, бившег председника Републике Српске Радована Караџића и ратног команданта Војске Републике Српске Ратка Младића, оптужених пред Међународним судом за ратне злочине. Понуда објављена на око 10.000 потерница постављених на јавним местима у Босни и Херцеговини.
- 2002 — 
  - Лидер Демократског савеза Косова Ибрахим Ругова постао први председник Косова и Метохије под међународном управом. За првог премијера изабран функционер Демократске партије Косова Бајрам Реџепи.
  - У дводневним верским сукобима Индуса и муслимана у западној индијској држави Гуџарат убијено преко 500 особа.
- 2004 — У пожару у манастиру Хиландар на Светој гори изгорело две трећине тог комплекса.
- 2009 — Међународни кривични суд је издао потерницу за суданским председником Омаром ел Баширом због оптужби за ратне злочине током рата у Дарфуру.
- 2012 — Око 250 особа је погинуло, а више од 2000 је повређено у експлозији у војном складишту у Бразавилу.
- 2021 — Војни хеликоптер се срушио на истоку Турске, где је погинуло 9 особа, док је њих 4 повређено.
- 2022 —
  - У нападу милитаната, повезаних са Ал Каидом и Исламском Државом, на војну базу у центру Малија, најмање 27 војника је погинуло, а 33 су рањена. Влада Малија је покренула кривични поступак пред Међународним кривичним судом у Хагу, против Француске због сумњи у умешаност њихових тајних служби.
  - У самоубилачком нападу на шиитску џамију у граду Пешавару на северозападу Пакистана погинуло је најмање 56 људи, а повређено је скоро 200.

## Рођења
- 1643 — Фран Крсто Франкопан, хрватски племић, војсковођа и песник. (прем. 1671)[1]
- 1678 — Антонио Вивалди, италијански композитор. (прем. 1741)[2]
- 1898 — Драгиша Мишовић, српски лекар и политичар. (прем. 1939)
- 1909 — Ђорђе Лобачев, југословенски и српски аутор стрипова. (прем. 2002)[3]
- 1913 — Џон Гарфилд, амерички глумац. (прем. 1952)[4]
- 1929 — Владимир Кањух, српски је кардиоваскуларни патолог и академик.[5]
- 1929 — Сава Мрмак, српски редитељ и сценариста. (прем. 2002)[6]
- 1930 — Миле Лојпур, српски музичар. (прем. 2005)[7]
- 1931 — Зоран Чалић, српски редитељ и сценариста. (прем. 2014)[8]
- 1932 — Миријам Макеба, јужноафричка певачица, глумица и активисткиња за грађанска права. (прем. 2008)[9]
- 1935 — Едвард Дембицки, пољски песник, музичар и композитор ромског етницитета
- 1943 — Лучо Дала, италијански музичар и глумац. (прем. 2012)[10]
- 1947 — Братислава Морина, српска политичарка. (прем. 2022)
- 1951 — Кени Далглиш, шкотски фудбалер и фудбалски тренер.[11]
- 1951 — Зоран Жижић, црногорски политичар, премијер СРЈ (2000—2001). (прем. 2013)[12]
- 1951 — Крис Рија, енглески музичар.[13]
- 1952 — Умберто Тоци, италијански музичар.[14]
- 1953 — Роз Лоранс, француска музичарка. (прем. 2018)[15]
- 1954 — Кетрин О’Хара, канадско-америчка глумица, комичарка и сценаристкиња.
- 1955 — Доминик Пинон, француски глумац.[16]
- 1962 — Мирсад Баљић, босанскохерцеговачки фудбалер.[17]
- 1965 — Халед Хосеини, авганистански књижевник и лекар.[18]
- 1966 — Кевин Џонсон, амерички кошаркаш и политичар.[19]
- 1968 — Петси Кенсит, енглеска глумица, музичарка и модел.[20]
- 1969 — Пјерлуиђи Казираги, италијански фудбалер и фудбалски тренер.[21]
- 1971 — Јован Станковић, српски фудбалер и фудбалски тренер.[22]
- 1974 — Младен Крстајић, српски фудбалер и фудбалски тренер.[23]
- 1974 — Аријел Ортега, аргентински фудбалер.[24]
- 1979 — Вјачеслав Малафејев, руски фудбалер.[25]
- 1980 — Бојана Стефановић, српска глумица.[26]
- 1984 — Норберт Хошњански, мађарски ватерполиста.[27]
- 1990 — Дрејмонд Грин, амерички кошаркаш.[28]
- 1992 — Ђорђе Деспотовић, српски фудбалер.[29]
- 1992 — Бернд Лено, немачки фудбалер.[30]
- 1992 — Ерик Ламела, аргентински фудбалер.[31]
- 2000 — Далибор Илић, српско-босанскохерцеговачки кошаркаш.[32]

## Смрти
- 1193 — Саладин, султан Египта и Сирије. (* 1138)[33]
- 1832 — Жан Франсоа Шамполион, француски египтолог. (* 1790)[34]
- 1852 — Николај Гогољ, руски књижевник (* 1809)[35]
- 1967 — Владан Десница, српски и хрватски писац. (* 1905)[36]
- 1999 — Младен Шермент, југословенски и хрватски глумац. (* 1920)[37]
- 2002 — Велибор Васовић, фудбалер, тренер и спортски радник. (* 1939)[38]
- 2011 — Симон ван дер Мер, холандски физичар, добитник Нобелове награде за физику. (* 1925)[39]
- 2015 — Душан Биланџић, хрватски историчар. (* 1924)[40]
- 2015 — Владимир Дивљан, српски рок музичар. (* 1958)[41]
- 2016 — Екрем Јеврић, певач. (* 1957)[42]
- 2018 — Давиде Астори, италијански фудбалер. (* 1987)[43]
- 2019 — Лук Пери, амерички глумац. (* 1966)[44]
- 2019 — Драго Флис, народни херој Југославије. (* 1921)[45]
- 2019 — Кит Флинт, британски играч и певач, из групе Продиџи. (* 1969)[46]
- 2022 — Шејн Ворн, аустралски крикеташ.

## Празници и дани сећања
- Српска православна црква слави:
  - Свете апостоле Архипа, Филимона и Апфију
  - Преподобног Доситеја